# Las olas (película)
Las olas es una película española de ficción estrenada en 2011, dirigida y escrita por el vallisoletano Alberto Morais. 
El filme se rodó en localizaciones de la Comunidad Valenciana, Aragón y el pueblo francés de Collioure. Su estreno mundial fue en el verano de 2011 en el 33.er Festival Internacional de Cine de Moscú, donde obtuvo tres galardones: el San Jorge de Oro a la Mejor Película, el San Jorge de Plata al mejor Actor y el Premio FIPRESCI de la Crítica Internacional.

## Premios
- 33.er Moscow International Film Festival (Clase A). 2011
- Mejor película. San Jorge de Oro
- Premio FIPRESCI. Federación Internacional de Críticos de Cine
- Mejor actor. San Jorge de Plata

## Festivales
- Sección Oficial en:
  - BFI London Film Festival
  - Lincoln Center (New York)
  - Sevilla Festival de Cine Europeo
  - India Film Festival
  - Gijón Festival Europeo
  - Fajr Film Festival   (Teherán)
  - Viña del Mar Film Festival
  - Sao Paulo Mostra
  - Hamburg Film Festival